# Mikaela Ingberg
Mikaela Ingberg (Finlandia, 29 de julio de 1974) es una atleta finlandesa, especializada en la prueba de lanzamiento de jabalina en la que llegó a ser medallista de bronce mundial en 1995.

## Carrera deportiva
En el Mundial de Gotemburgo 1995 ganó la medalla de bronce en el lanzamiento de jabalina, con una marca de 65.16 m, quedando por detrás de la bielorrusa Natalya Shikolenko y la rumana Felicia Tilea.